# Río Olivia
Río Olivia är ett vattendrag i Argentina.   Det ligger i provinsen Eldslandet, i den södra delen av landet, 2 400 km söder om huvudstaden Buenos Aires.